# 囲繞地通行権
囲繞地通行権（いにょうちつうこうけん）とは、ある所有者の土地が、他の所有者の土地又は海岸・崖地等に囲まれて（この状態を囲繞という）、公道に接していない場合に、囲まれている土地の所有者が公道まで他の土地を通行する権利である。

## 用語
このような土地の位置関係にある場合に、囲んでいる側の土地を「囲繞地」といい、囲まれている側の土地を「袋地」（ふくろち）という。
また、土地の一部が海岸・崖地に囲まれているために公道に接していない土地を「準袋地」（じゅんふくろち）という。
袋地の所有者が隣接する囲繞地を通行する権利であることから「隣地通行権」あるいは「袋地通行権」ともいう。

## 規定
いわゆる相隣関係規定の一つとして、民法210条から213条【210条、211条、212条、213条】にかけて定められており、私道設置の根拠法となっている。
通行権者は、囲繞地の所有者に対して、必要最小限の方法により通行権を行使することを得、行使に際し償金を支払う、即ち、有償で行使できる。ただし、分筆により、袋地が生じた場合は、分筆前に一筆であった土地のみに無償で通行権が認められる。
民法現代語化を目的とした、平成16年民法改正により、「囲繞地」は「その土地を囲んでいる他の土地」などと言い換えられ、法文上「囲繞」の文字はなくなったが、不動産業界等に深く浸透している用語であり、講学上の用語としては現在も用いられている。
また同改正により210条の条文見出しは「公道に至るための他の土地の通行権」とされている。

## 囲繞地通行権の通路幅（幅員）について
囲繞地通行権は民法上保証されているが、規定には「袋地所有者の通行に必要、かつ、囲繞地所有者にとって、損害の少ない範囲で認められる」とされており、通路を提供する囲繞地の所有権者に対しても配慮がされており、通路幅についての、具体的な記述はない。
その為、実際的な通路幅については、囲繞地の所有権者の権利を認める場合は、袋地所有者が通行できる「必要最小限の幅」とし、おおむね人1人が通れる程度の幅である、90センチとされる（建築基準法施行令128条敷地内通路）。一方、袋地所有者が再建築を行う為には、建築基準法第43条で、都市計画区域内の建築物の敷地は『道路』に2ｍ以上の接する事を義務づけているため、2ｍ以上必要となる。
いずれの主張が通るかを、過去の最高裁判決でみると、囲繞地通行権により建築基準法における接道義務2ｍ幅を求める判決（最高裁判決昭和49年4月9日）と接道義務2ｍ幅を認めない判決（最高裁判決平成11年7月13日）が、それぞれ出されている。
前者は、民法210条の囲繞地通行権の対象となる通路の幅員につき、建築基準法43条の規定基準を判断資料とすることができるとした事例であり、後者は、公道に1.45ｍ接する土地の上に建築基準法施行前から存在した建物を取り壊した場合において、同土地所有者が建築基準法の接道義務の基準を充たすために隣地に幅員0.55ｍの囲繞地通行権が存するとの主張は認められないとされた事例である。
通常、①現状の通路幅となった経緯、当時の地主との合意の具合、契約書の有無、地役権の有無、②現状通路を縮減しようとしているのか、拡幅しようとしているのか、③法律、条例との関係。特に建築基準法との関係で、袋地の建物を既存不適格とさせ、違法な状態とさせないか、等を争点として判断がなされる。

## 継続的給付を受けるための設備の設置権
令和3年（2021年）民法改正において、袋地となっている土地について、それを取り囲む土地（囲繞地）に設備を設置、又は囲繞地所有者等が所有する設備を使用しなければ電気、ガス又は水道水の供給その他これらに類する継続的給付が受けられない場合、囲繞地に設備を設置、又は囲繞地所有者等が所有する設備を使用する権利が法定された（民法213条の2、213条の3）。
不動産実務などにおいては、「設備設置権」「設備使用権」「ライフライン設置権」と呼称される。